# Unrest
Unrest – drugi album brytyjskiej progresywnej, awanagardowej i eksperymentalnej grupy Henry Cow.

## Historia powstania albumu
W grudniu 1973 r. z grupy odszedł do nowego zespołu Radar Favuorites z (Charlesem Haywardem) Geoff Leigh grający na saksofonie i flecie. W styczniu Henry Cow dobrał nowego muzyka; była nim Lindsay Cooper (fagot, obój), grająca uprzednio w takich zespołach jak Comus i Ritual Theatre.
W miesiąc później Henry Cow ponownie wszedł do studia nagraniowego w celu nagrania nowego albumu. Ponieważ od nagrania poprzedniej płyty upłynęło zaledwie pół roku, grupa nie miała materiału na całą długogrającą płytę. Z tego powodu cała druga strona albumu (od 4 do 8) zostały 'wygenerowane' w studiu wykorzystując i rozwijając różne eksperymentalne metody, które łączyły improwizacje, użycie taśm magnetofonowych, 'pętli', klejenie i 'overdubbing'. Overdubbing został wykorzystany przy wszystkich utworach oprócz pierwszego, który jest fragmentem muzyki do Burzy Szekspira w reżyserii Johna Chadwicka.
W dniu, w którym Henry Cow wszedł do studia, ukończył nagrywanie swojego pierwszego albumu dla Virgin Records zespół Slapp Happy. Obie grupy za niedługo się połączyły.
Po nagraniu albumu Unrest Henry Cow wyruszył w maju na tournée razem z amerykańskim awangardowym zespołem Captain Beefheart and His Magic Band.
Płyta została dedykowana Robertowi Wyattowi i Uli Trepte.

## Spis utworów
- Strona pierwsza 1 – 3
- Strona druga 4 – 8

| 1. | Bittern Storm over Ulm        | 2:18  |
|    |                               |       |
| 2. | Half Asleep, Half Awake       | 7:59  |
|    |                               |       |
| 3. | Ruins                         | 12:10 |
|    |                               |       |
| 4. | Solemn Music                  | 1:11  |
|    |                               |       |
| 5. | Linguaphonie                  | 5:31  |
|    |                               |       |
| 6. | Upon Entering the Hotel Adlon | 3:04  |
|    |                               |       |
| 7. | Arcades                       | 1:57  |
|    |                               |       |
| 8. | Deluge                        | 5:24  |
|    |                               |       |
|    |                               | 39:34 |
|    |                               |       |
Wszystkie utwory skomponowane przez Henry Cow, z wyjątkiem "Bittern Storm", "Ruins" i "Solemn Music" (Fred Frith) i "Half Asleep" (John Greaves).
Henry Cow przyznali na okładce, że "Bittern Storm" zawdzięcza wiele utworowi "Got to Hurry" O. Rasputina, w wykonaniu grupy The Yardbirds.

## Muzycy
Henry Cow
- Lindsay Cooper: fagot, obój, rodzaj dawnego fletu (ang. recorder), wokal
- Chris Cutler: perkusja
- Fred Frith: gitara stereo, skrzypce, ksylofon, pianino
- John Greaves: gitara basowa, pianino, wokal
- Tim Hodgkinson: organy, saksofon altowy, klarnet, pianino

Dodatkowo
- Charles Fletcher: pewne partie wokalne

## Opis płyty
- Producent: Henry Cow
- Inżynierowie nagrań: Phil Becque i Andy Morris. Pewne fragmenty Ruins - Mike Oldfield
- Miksowanie: 1-4 Phil Becque, 5-8 Henry Cow
- Asystent inżynierów nagrań: Charles Fletcher
- W Ruins partie fagotu, saksofonu altowego, wokalu i perkusji zostały nagrane o połowę wolniej lub dwukrotnie szybciej
- Studio: Manor Studios
- Projekt okładki: Ray Smith
- Fotografie obrazów Raya Smitha: Anne Lamberty
- Utwory opublikowane przez Virgin Music
- Tekst na wkładce: Chris Cutler
- Projekt wkładki: Greg Skerman